# Numerianus
Numerianus var den yngste søn af den romerske Kejser Carus (282-283) og bror til Carinus. Numerianus blev ligesom sin bror udnævnt til Cæsar af faderen, da denne kom til magten. I 283 fulgte Numerianus faderen på et felttog mod Persien, under hvilket Carus døde og Numerianus blev udnævnt til Augustus af hæren. På vej hjem, i 284, blev Numerianus myrdet. Generalen Diocletian beskyldte prefekten fra Prætorianergarden for mordet og blev herefter selv udnævnt til kejser.